# Resolució 1052 del Consell de Seguretat de les Nacions Unides
La Resolució 1052 del Consell de Seguretat de les Nacions Unides fou adoptada per unanimitat el 18 d'abril de 1996. Després de recordar anteriors resolucions sobre Israel i el Líban, inclosa la 425 (1978), el Consell va demanar l'immediat alto el foc durant l'Operació Raïm de la Ira.
El Consell de Seguretat va expressar la seva preocupació per les conseqüències que tindrien en el procés de pau a l'Orient Mitjà els combats entre Israel i el Líban, i els atacs contra objectius civils com a resultat la pèrdua de vides. Es va posar èmfasi en la necessitat de respectar el dret internacional humanitari a la protecció dels civils, i també era preocupat per la seguretat de la UNIFIL després d'un atac contra una base per les forces israelianes el 18 d'abril 1996 que va provocar la mort de civils.
La resolució va exigir el cessament d'hostilitats i va donar suport a la necessitat d'esforços diplomàtics en curs per resoldre el conflicte. Va reafirmar el seu compromís amb el sobirania, integritat territorial i la independència del Líban, i va demanar la protecció dels civils i la llibertat de moviment de la UNIFIL. Es va fer una petició als Estats membres perquè proporcionessin assistència humanitària a la població civil i ajuda a la reconstrucció del país. Es va demanar al Secretari General Boutros Boutros-Ghali que mantingués informat al Consell sobre l'evolució de la situació.
Es va aconseguir finalment un alto el foc el 28 d'abril de 1996, en la Comprensió d'alto el foc entre Israel i el Líban de 1996 entre Israel i Hezbollah.